# Benni Ljungbeck
Benni Ljungbeck (Skane, Suecia, 20 de julio de 1958) es un deportista sueco retirado especialista en lucha grecorromana donde llegó a ser medallista de bronce olímpico en Moscú 1980.

## Carrera deportiva
En los Juegos Olímpicos de 1980 celebrados en Moscú ganó la medalla de bronce en lucha grecorromana de pesos de hasta 57 kg, tras el luchador soviético Shamil Serikov (oro) y el polaco Józef Lipień (plata).